# Rolezinho
Rolezinho (diminutivo de rolê ou rolé, gíria brasileira, significa "fazer um pequeno passeio com um grupo de amigos" ou "dar uma volta" ) é um neologismo para definir um tipo de coordenação de encontros simultâneos de dezenas de pessoas em locais como praças, parques públicos e shopping centers. Os encontros são marcados pela internet, quase sempre por meio de redes sociais como o Facebook.
O rolezinho em shopping centers é um tipo de flash mob que envolve coordenar encontros nesses locais com dezenas ou centenas de jovens. O fenômeno tem ocorrido principalmente em São Paulo, mas já houve encontros semelhantes em Guarulhos, Campinas. Tentativas foram registradas nos municípios de Belo Horizonte, Contagem e Rio de Janeiro, além de uma não-classificada situação em Vitória. Há registros também de rolezinhos em parques.
Os rolezinhos vêm ganhando destaque no noticiário brasileiro devido a supostos delitos cometidos por alguns participantes, como tumultos, furtos e agressões. Por outro lado, o fenômeno é analisado por alguns sociólogos e professores de ensino superior como sendo um "apartheid" social que denuncia a desigualdade social e racial no país.

## Histórico

### Grande Belo Horizonte
Eventos com características similares aos rolezinhos ocorreram com frequência entre os meses de agosto e outubro de 2013 em Belo Horizonte e Contagem: encontros em shopping centers combinados entre dezenas de jovens no Facebook. Clientes e lojistas se assustavam com o que chamam de "invasões" temendo a ocorrência de "arrastões" e atos de vandalismo, em meio a  correrias, gritos e brigas (mesmo simuladas), o que levou ao fechamento de lojas. Os jovens eram dispersados por seguranças e a polícia foi chamada. Nem a Polícia Militar de Minas Gerais nem os administradores dos shopping centers registraram arrastões, furtos, roubos, danos às lojas ou pessoas feridas, mas confirmaram, em alguns dos encontros, casos de vandalismo e porte de explosivos.
Antes disso, em 5 de janeiro de 2013, vinte pessoas se envolveram num tumulto no Itaú Power Shopping em Contagem. A Polícia Militar informou que teriam se encontrado duas gangues rivais, armadas com paus e pedras, mas não soube dizer o motivo do ocorrido, nem se alguém se feriu. Funcionários do shopping disseram ao portal Hoje em Dia que jovens iam ao lugar desde novembro de 2012, que já teriam realizado roubos na região e que, naquela ocasião, estariam no estabelecimento para assistir um show com o funkeiro Mr. Catra nas proximidades.
No feriado de 15 de agosto, cerca de mil jovens foram ao Shopping Estação BH após combinarem encontro pelo Facebook. Segundo a Polícia Militar, o grupo "exaltado" atrapalhou o fluxo das outras pessoas no lugar e, por receio, lojistas fecharam as portas. A administração do shopping center informou que teriam acontecido brigas, e alguns jovens estariam armados. Funcionários suspeitaram que pudesse acontecer um arrastão. Um rapaz, que quebrou o vidro de uma loja, foi detido. Os jovens foram dispersados pela polícia. O site do Estado de Minas disse que os jovens "teriam se organizado [...] para uma confraternização", mas que "o motivo do evento organizado na rede social não foi esclarecido."
Dois dias depois, no dia 17 (sábado), outro encontro, chamado Encontro de Solteiros, ocorreu no mesmo estabelecimento, com dezenas de jovens (a quantidade diverge entre 60 e 400), para uma possível nova confraternização convocada usando-se o Facebook. Numa primeira abordagem dos seguranças, o grupo correu e, como da outra vez, as outras pessoas no lugar se assustaram e os lojistas fecharam as lojas temendo um arrastão. Segundo matéria do Estado de Minas do dia 17, o "bando" havia se dispersado antes da chegada da Polícia Militar, mas no dia 19 outra matéria disse que a equipe de policiais "impediu a ação". No dia 17, o portal Hoje em Dia informou que ninguém havia sido detido, mas o major da PM Westerley Martins informou ao Estado de Minas que dois adultos de 19 anos e seis adolescentes entre 14 a 17 anos foram detidos. O major ainda disse que as dezenas de jovens foram ao shopping criar um clima de insegurança, fazer tumulto e saques em lojas. No dia 17, a polícia disse que o grupo "invadiu" o shopping para promover uma briga. Um policial militar disse ao portal no dia 19 que uma briga teria sido simulada por dois jovens maiores de idade para iniciar um tumulto, que propiciaria saques. A página que convocava o encontro teria estipulado para as 15h30 o horário do "0800" (saque). Em consequência disso, no dia 18, o shopping reforçou sua segurança e impediu a entrada de menores de idade desacompanhados dos responsáveis caso o fato se repetisse.
No sábado seguinte ao segundo encontro no Shopping Estação BH, no dia 24 de agosto, cem jovens foram ao Minas Shopping. Mais uma vez, o evento teria sido convocado no Facebook. Os demais presentes no lugar se disseram amedrontados devido a um arrastão e a tiros, sendo que a Polícia Militar não confirmou nenhum roubo, dano às lojas, apesar de que o estacionamento chegou a ser pichado e algumas cadeiras da praça de alimentação foram quebradas. Matéria da BandNews no portal Terra descreveu o encontro como "crime [...] coordenado através de redes sociais" e os integrantes do grupo como "bandidos". Dois adolescentes, um de 16 e outro de 17, foram detidos por porte de arma.
Também num sábado, dia 31 de agosto, um encontro foi marcado para o Boulevard Shopping, porém o evento não ocorreu, pois a segurança do shopping foi ampliada com a presença de 60 seguranças, em vez dos 20 habituais, e novas viaturas da Polícia Militar. Os militares revistavam jovens que passassem pelas imediações da Estação Santa Efigênia. Em 19 de outubro, também um sábado, quarenta jovens foram ao Shopping Del Rey. No dia 19, a PM disse que houve furtos, mas o shopping negou ter havido arrastão no mesmo dia. No dia seguinte, a coronel Cláudia Romualdo disse que não houve arrastão, depredação ou furtos. Frequentadores postavam em redes sociais que houve correria, as pessoas não podiam sair do estabelecimento e foram ouvidos tiros. O shopping, porém, também negou a informação de que as saídas foram fechadas. Um adulto foi detido por desacato e um adolescente, por portar fogos de artifício. No mesmo dia, trinta pessoas foram retiradas do Itaú Power Shopping por seguranças.
No sábado seguinte, dia 26, cinquenta jovens foram a um shopping em Contagem e a Polícia Militar deteve dez deles, sendo oito menores. Segundo a PM, o grupo marcado o encontro na Internet para promover brigas mas fugiram do shopping antes disso, com a chegada dos policiais. Foram apreendidos uma réplica de pistola e dois fogos de artifício. Reportagem da Record Minas dá conta de que essa seria uma tentativa de arrastão.
O delegado que investigou o caso, Anderson Alcântara, considerou enquadrar os jovens que participassem dos encontros por crime de ameaça, agressão, furto, formação de quadrilha e constituição de milícia privada.

### São Paulo

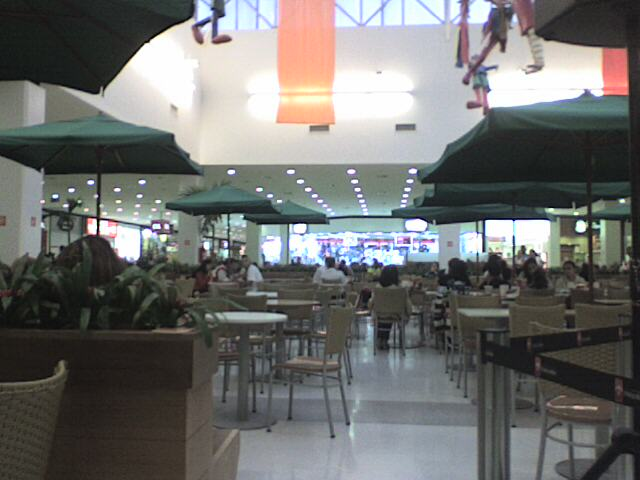
Shopping Metrô Itaquera, o primeiro a receber um rolezinho na cidade de São Paulo.

O primeiro rolezinho na cidade de São Paulo ocorreu no dia 8 de dezembro de 2013, no Shopping Metrô Itaquera, no bairro de mesmo nome do extremo leste de São Paulo. Na ocasião, cerca de 6 mil jovens se reuniram no local, e parte delas teria realizado um arrastão em uma loja do centro comercial, o que foi negado pela assessoria do local. Houve relatos de menores de idade consumindo bebidas alcoólicas e fumando maconha. O mesmo shopping foi palco de outro rolezinho no dia 11 de janeiro, embora o estabelecimento tenha obtido uma liminar que impedia a realização do evento. Na ocasião, dez maiores de idade foram notificados e intimados a depor , podendo ser condenados a pagar o valor de R$ 10 mil.
A partir daí, outros rolezinhos foram realizados em outros locais, como o Shopping Internacional Guarulhos, o Shopping Interlagos, o parque Bosque Maia, e o Shopping Parque das Bandeiras, sendo este último mal sucedido, uma vez que os poucos jovens foram impedidos de entrar a não ser que exibissem um documento de identidade (para o caso dos maiores de 18 anos) ou estivessem acompanhados pelos responsáveis, no caso de menores.
O Shopping JK Iguatemi, em São Paulo, conseguiu uma liminar contra a realização de um rolezinho intitulado "Rolezaum no Shoppim". De acordo com o documento, menores desacompanhados seriam proibidos de entrar e qualquer um que incitasse tumultos poderia pagar multa de R$ 10 mil.
Em alguns dos rolezinhos, a polícia foi acionada, e chegou a usar bombas de gás lacrimogêneo para dispersar tumultuadores. Alguns jovens foram detidos por praticarem furtos.
Para os meses de janeiro e fevereiro, estão marcados outros encontros semelhantes em pelo menos dez shopping centers da Grande São Paulo.

### Vitória
Em 30 de novembro, também um sábado, um baile funk marcado pela Internet ocorria no píer atrás do Shopping Vitória quando um som de tiro foi ouvido e os frequentadores do baile correram para dentro do shopping. As pessoas que já estavam no estabelecimento se assustaram. A Polícia Militar do Estado do Espírito Santo, que estava de prontidão por conta do evento, foi chamada para conter um suposto arrastão, que não aconteceu. Algumas lojas e portarias foram fechadas. Pessoas foram abordadas pela polícia mas nenhuma estava armada, nem foi presa. Lojistas relataram que policiais agrediram adolescentes, o que foi negado pelo secretário de Segurança Pública, André Garcia. Internautas do site Gazeta Online enviaram fotos e vídeos o ocorrido, classificando-o ora como manifestação de "racismo", ora como "arrastão".
O ativista dos direitos dos negros Douglas Belchior, em postagem para a CartaCapital na Internet, disse que o Batalhão de Missões Especiais (BME) atuou no Shopping Vitória para "proteger lojistas e consumidores ameaçados por uma gente preta, pobre e funkeira". Também fez críticas ao secretário de Segurança Pública, André Garcia, por ter tido conduta racista, segundo Belchior, que comparou a repressão aos jovens que ouviam funk com a proibição da capoeira. Belchior ainda rechaçou a ideia de que os jovens teriam promovido "invasão" e "confusão" no shopping center. A ativista Mirts Sants disse que "a Polícia Militar invadiu" o baile funk, alegando ter havido uma briga entre os presentes, e criticou a ideia de que a polícia havia negado a ocorrência do arrastão para "preservar a reputação do shopping como templo de segurança". Para ela, a abordagem do BME foi um exemplo de "arbítrio, violência e desrespeito aos direitos humanos", e que a atitude fora aplaudida pelos demais presentes no lugar.
No sábado seguinte, dia 7 de dezembro, cerca de 150 pessoas protestaram em frente ao Shopping Vitória contra a criminalização do funk, o racismo institucional e o excesso dos policiais na ação do sábado anterior, além de exigir retratação por parte do governador Renato Casagrande e dos responsáveis pelo shopping center. O protesto foi acompanhado por quatro veículos da Polícia Militar, um do Batalhão de Missões Especiais e três da Guarda Municipal de Vitória.

## Reações e controvérsias
Os rolezinhos vêm sendo recebidos tanto com críticas quanto com manifestações de apoio.
O colunista Reinaldo Azevedo, da revista Veja, considera que incentivar este tipo de manifestação é uma "irresponsabilidade" e afirma que há criminosos se aproveitando dos rolezinhos para cometer delitos. Outro colunista da Veja, Rodrigo Constantino, foi mais ácido e chamou os participantes de "selvagens que cospem na civilização", "bárbaros incapazes de reconhecer a própria inferioridade" e afirmou ainda que eles "morrem de inveja da civilização" e "querem é causar transtorno, levar o caos a esses lugares, para serem reprimidos pela força da lei, como devem ser, e depois posarem [...] de vítimas."
O jornalista Marco Antônio Araújo, embora tenha criticado o uso da polícia para coibir este tipo de ato, classificou os rolezinhos como "atestado de pobreza da juventude da periferia" e "micaretas de gente frustrada". Segundo ele, "esses moleques sem ideais, empobrecidos por valores mundanos e materiais, não merecem ser tratados como terroristas ou bandidos, mas como os idiotas que são."
Já o sociólogo Wagner Iglecias e o professor de administração Rafael Alcadipani, em um texto coautoral,  defendem que a aversão a rolezinhos seria uma evidência de que a elite brasileira quer "manter os de pele marrom confinados na senzala" e que, ao proibir o rolezinho marcado para o Shopping JK Iguatemi, a Justiça mostrava ser "muitas vezes conivente com a desigualdade social" e com a prática de uma forma de apartheid.
Para a colunista Eliane Brum, os jovens querem apenas participar da "festa de consumo".  Eliane  entrevistou o professor Alexandre Barbosa Pereira, da Universidade Federal de São Paulo, estudioso das manifestações culturais da periferia das cidades paulistas. Pereira se declarou assustado com "as reações, de mídia e de polícia, condenando e mandando prender", mesmo quando não houve arrastões, mas correrias. "Fico questionando quem provocou a correria: os jovens ou a ação dos seguranças e da polícia? Eventos como estes revelam também uma faceta complicada e extremamente preconceituosa da classe média brasileira". Ele lembrou ainda o dia em que jovens cabo-verdianos resolveram ir à  praia de Carcavelos, em Cascais, Portugal. Diante da concentração de jovens de origem africana numa praia "nobre", a polícia  resolveu intervir, provocando uma grande correria, que foi noticiada como "arrastão", quando, na verdade, os jovens apenas fugiam da repressão policial gratuita. O episódio foi registrado no  documentário Era uma vez um arrastão, de  Diana Andringa. "Isso talvez nos ensine algo sobre os arrastões que estamos a criar todo dia, criminalizando jovens pobres cotidianamente", analisa Pereira.
O jornalista e cientista político Leonardo Sakamoto comentou em seu blog: "Não precisa ser sociólogo para perceber que a molecada que marca esses encontros quer, acima de tudo, reafirmar sua existência".
Também foi lembrado pela imprensa o fato de alunos da Faculdade de Economia, Administração e Contabilidade da Universidade de São Paulo promoverem anualmente encontros semelhantes, com seus calouros, no Shopping Eldorado, e nunca terem sido incomodados ou hostilizados por isso - ao contrário dos "rolezeiros".
O primeiro rolezinho do Rio de Janeiro foi marcado para o dia 19 de janeiro no Shopping Leblon, como forma de repúdio à repressão policial em rolezinhos de São Paulo.
Os lojistas de shopping centers pretendem se proteger de eventos semelhantes por meio de liminares na justiça, além de pedir apoio à polícia e monitoramento de redes sociais, através das quais os eventos são organizados.
Em Fortaleza, prevendo que estava marcado para acontecer um rolezinho, o Shopping Iguatemi buscou expedir uma liminar na Justiça, para proibir qualquer prática que  "se abstenham de praticar quaisquer atos tendentes à turbação ou esbulho da posse mansa e pacífica do Shooping autor, em sua área interna, externa, estacionamento e entorno sob sua responsabilidade", sobre pena de multa no caso de descumprimento.
Situação parecida aconteceu com o Shopping Leblon, no Rio de Janeiro. Mesmo tendo sido concedida uma liminar proibindo rolezinho e multa no caso de descumprimento, foi decido fechar o shopping no domingo, por conta de um rolezinho esta marcado para acontecer nesse dia.
Para o advogado Vitor Vilela Guglinski, "se os jovens que participam do rolezinho causam danos a pessoas e coisas, que sejam efetivamente punidos, na forma da lei. O que não se pode admitir são medidas profiláticas inconstitucionais, ilegais, abusivas e definidas por particulares, cujo objetivo é supostamente garantir a segurança, a paz e a tranquilidade de um grupo que se julga socialmente superior, sofisticado e incapaz de conviver com as diferenças."

## Repercussão internacional
Os rolezinhos também chamaram a atenção da imprensa estrangeira. O jornal espanhol El País sugere que esteja havendo um apartheid nos shopping centers de São Paulo.
Uma nota  da agência AFP repercutiu em veículos internacionais, como o egípcio Al-Ahram, e o indiano Medindia.
Também o jornal português Público dedicou uma notícia ao fenômeno.
O jornal  Bloomberg, especializado em economia e finanças, escreveu uma matéria sobre o fenômeno, destacando, entre outros assuntos, que poderia causar prejuízos aos shopping centers por assustar clientes.
Em um texto de opinião, o jornal The New York Times destacou mensagens escritas, no Facebook, por participantes desse movimento, tais como "Subir a escada rolante que desce", "Apertar todos os botões do elevador", "Entrar no cinema pela porta de saída" e "Vamos ao shopping amanhã porque não temos mais nada para fazer". Também citou a falta de opções gratuitas de lazer.